# Arié Alimi
Pour les articles homonymes, voir Alimi.
Arié Alimi, né le 16 juin 1976 à Sarcelles, est un avocat français, membre de la Ligue des droits de l'homme.

## Biographie

### Famille, jeunesse, formation
Fils d'un kinésithérapeute originaire d'Algérie et d'une mère d'origine tunisienne, Arié Alimi fait sa scolarité à l’école privée juive pour garçons Ozar Hatorah de Sarcelles jusqu'à la classe de troisième.
Après une année à la faculté de médecine de Paris,, il décide d'étudier le droit à l'université Panthéon-Assas, où il obtient en 2000 un diplôme d'études supérieures spécialisées (DESS) en droit des affaires et de la fiscalité, puis un diplôme de juriste conseil en entreprise. Il s'engage lors de ses années d'études au sein de l'Union des étudiants juifs de France (UEJF).

### Carrière et prises de position
En 2001, il est reçu au barreau de Paris — sa sœur est également avocate. Il étudie ensuite à l'École des hautes études en sciences sociales (EHESS) où il obtient un diplôme d'études approfondies.
Après avoir travaillé au sein d'Urbino et associés, il fonde son cabinet spécialisé en droit immobilier commercial.
En 2014, il est attaqué par des membres de la communauté juive de Sarcelles dont il est issu, pour avoir défendu Nabil Koskossi.

#### 2023
Lors du mouvement social contre le projet de réforme des retraites en France de 2023, il est saisi par une dizaine de gardés à vue, dont les arrestations ont essentiellement eu lieu « dans des nasses », technique consistant à barrer toutes les rues puis encercler progressivement un grand nombre de manifestants, jugée illégale par le Conseil d'État en juin 2021, en « l'absence de conditions précises ».
En mars, lui et Jean-Luc Mélenchon sont visés par une enquête pour « outrage » après des propos polémiques sur la Brigade de répression de l'action violente motorisée (BRAV-M), une unité de police accusée de violences contre des manifestants.
Le 2 octobre, il cosigne dans L'Humanité une tribune pour défendre la liberté d'informer, ce qui lui vaut d'être inscrit le lendemain sur « la liste des candidats à la balle dans la nuque » du site d'extrême droite Reseau-libre.org.

### Vie privée
Il se revendique athée depuis l'âge de 18 ans mais respecte les prescriptions alimentaires de la religion juive au titre de la « tradition » et de la « culture ».
Il a été le compagnon de Cécile Duflot,.

## Affaires notables
Arié Alimi s'est spécialisé notamment dans les affaires de violences policières. Parmi ses principaux clients figurent :
- la famille de Rémi Fraisse[12] ;
- les familles de lycéens victimes de violences policières lors de manifestations contre la loi Travail au lycée Bergson de Paris en 2016 ;
- Geneviève Legay, militante d'Attac (Attac) blessée lors d'une manifestation à Nice en 2019[13] ;
- le journaliste Taha Bouhafs[14] ;
- une vingtaine de Gilets jaunes[15] ;
- la famille de Cédric Chouviat ;
- Jean-Luc Mélenchon[3] ;
- le rappeur Sadek[16] ;
- le lanceur d'alerte et policier Amar Benmohamed[17].

## Publication
- Le Coup d'État d'urgence : surveillance, répression et libertés, Éditions du Seuil, janvier 2021, 175 p. (ISBN 978-2-02146-921-9)[18].
- L'État hors-la-loi : logiques des violences policières, La Découverte, septembre 2023, 232 p. (ISBN 978-2-34807-821-7),
- Juif, français et de gauche… dans le désordre, La Découverte, avril 2024, 144 p. (ISBN 978-2348083747).